# 1980年の野球
1980年の野球（1980ねんのやきゅう）では、1980年の野球界における動向をまとめる。

## 競技結果

### 日本プロ野球

#### ペナントレース

##### セ・リーグ
| 順位 | 球団               | 勝 | 敗 | 分 | 勝率 | 差   |
| 1位  | 広島東洋カープ     | 73 | 44 | 13 | .624 | 優勝 |
| 2位  | ヤクルトスワローズ | 68 | 52 | 10 | .567 | 6.5  |
| 3位  | 読売ジャイアンツ   | 61 | 60 | 9  | .504 | 14.0 |
| 4位  | 横浜大洋ホエールズ | 59 | 62 | 9  | .488 | 16.0 |
| 5位  | 阪神タイガース     | 54 | 66 | 10 | .450 | 20.5 |
| 6位  | 中日ドラゴンズ     | 45 | 76 | 9  | .372 | 30.0 |

##### パ・リーグ
| 順位 | 球団                 | 勝 | 敗 | 分 | 勝率 | 差   |
| 1位  | ロッテオリオンズ     | 33 | 25 | 7  | .569 | 優勝 |
| 2位  | 近鉄バファローズ     | 33 | 28 | 4  | .541 | 1.5  |
| 2位  | 日本ハムファイターズ | 33 | 28 | 4  | .541 | 1.5  |
| 4位  | 阪急ブレーブス       | 29 | 34 | 2  | .460 | 6.5  |
| 5位  | 南海ホークス         | 28 | 34 | 3  | .452 | 7.0  |
| 6位  | 西武ライオンズ       | 27 | 34 | 4  | .443 | 7.5  |

| 順位 | 球団                 | 勝 | 敗 | 分 | 勝率 | 差   |
| 1位  | 近鉄バファローズ     | 35 | 26 | 4  | .574 | 優勝 |
| 2位  | 日本ハムファイターズ | 33 | 25 | 7  | .569 | 0.5  |
| 3位  | ロッテオリオンズ     | 31 | 26 | 8  | .544 | 2.0  |
| 4位  | 西武ライオンズ       | 35 | 30 | 0  | .538 | 2.0  |
| 5位  | 阪急ブレーブス       | 29 | 33 | 3  | .468 | 6.5  |
| 6位  | 南海ホークス         | 20 | 43 | 2  | .317 | 16.0 |

| 順位 | 球団                 | 勝 | 敗 | 分 | 勝率  | 差   |
| 1位  | 近鉄バファローズ     | 68 | 54 | 8  | .5574 | 優勝 |
| 2位  | ロッテオリオンズ     | 64 | 51 | 15 | .5565 | 0.5  |
| 3位  | 日本ハムファイターズ | 66 | 53 | 11 | .555  | 0.5  |
| 4位  | 西武ライオンズ       | 62 | 64 | 4  | .492  | 8.0  |
| 5位  | 阪急ブレーブス       | 58 | 67 | 5  | .464  | 11.5 |
| 6位  | 南海ホークス         | 48 | 77 | 5  | .384  | 21.5 |

*優勝はプレーオフで決定。2位以下はプレーオフの結果に関係なく勝率順で決定

#### パシフィック・リーグプレーオフ
| 日付                       | 試合   | ビジター球団（先攻） | スコア | ホーム球団（後攻） | 開催球場 |
| 10月15日（水）             | 第1戦  | 近鉄バファローズ     | 4 - 1  | ロッテオリオンズ   | 川崎球場 |
| 10月16日（木）             | 第2戦  | 近鉄バファローズ     | 4 - 2  | ロッテオリオンズ   | 川崎球場 |
| 10月17日（金）             | 移動日 | 移動日               | 移動日 | 移動日             | 移動日   |
| 10月18日（土）             | 第3戦  | ロッテオリオンズ     | 4 - 13 | 近鉄バファローズ   | 大阪球場 |
| 年間優勝：近鉄バファローズ |        |                      |        |                    |          |

#### 日本シリーズ
| 日付                                 | 試合   | ビジター球団（先攻） | スコア | ホーム球団（後攻） | 開催球場     |
| ------------------------------------ | ------ | -------------------- | ------ | ------------------ | ------------ |
| 10月25日（土）                       | 第1戦  | 近鉄バファローズ     | 6 - 4  | 広島東洋カープ     | 広島市民球場 |
| 10月26日（日）                       | 第2戦  | 近鉄バファローズ     | 9 - 2  | 広島東洋カープ     | 広島市民球場 |
| 10月27日（月）                       | 移動日 | 移動日               | 移動日 | 移動日             | 移動日       |
| 10月28日（火）                       | 第3戦  | 広島東洋カープ       | 4 - 3  | 近鉄バファローズ   | 大阪球場     |
| 10月29日（水）                       | 第4戦  | 広島東洋カープ       | 2 - 0  | 近鉄バファローズ   | 大阪球場     |
| 10月30日（木）                       | 第5戦  | 広島東洋カープ       | 2 - 6  | 近鉄バファローズ   | 大阪球場     |
| 10月31日（金）                       | 移動日 | 移動日               | 移動日 | 移動日             | 移動日       |
| 11月1日（土）                        | 第6戦  | 近鉄バファローズ     | 2 - 6  | 広島東洋カープ     | 広島市民球場 |
| 11月2日（日）                        | 第7戦  | 近鉄バファローズ     | 3 - 8  | 広島東洋カープ     | 広島市民球場 |
| 優勝：広島東洋カープ（2年連続2回目） |        |                      |        |                    |              |

#### 個人タイトル
|                               | セントラル・リーグ | セントラル・リーグ | セントラル・リーグ | パシフィック・リーグ | パシフィック・リーグ | パシフィック・リーグ |
| タイトル                      | 選手               | 球団               | 成績               | 選手                 | 球団                 | 成績                 |
| ----------------------------- | ------------------ | ------------------ | ------------------ | -------------------- | -------------------- | -------------------- |
| 最優秀選手                    | 山本浩二           | 広島               |                    | 木田勇               | 日本ハム             |                      |
| 最優秀新人                    | 岡田彰布           | 阪神               |                    | 木田勇               | 日本ハム             |                      |
| 最優秀投手                    | 江川卓             | 巨人               |                    |                      |                      |                      |
| 沢村栄治賞                    | 該当者なし         | 該当者なし         | 該当者なし         |                      |                      |                      |
| 首位打者                      | 谷沢健一           | 中日               | .369               | L.リー               | ロッテ               | .358                 |
| 最多本塁打                    | 山本浩二           | 広島               | 44本               | C.マニエル           | 近鉄                 | 48本                 |
| 最多打点                      | 山本浩二           | 広島               | 112打点            | C.マニエル           | 近鉄                 | 129打点              |
| 最多盗塁                      | 高橋慶彦           | 広島               | 38盗塁             | 福本豊               | 阪急                 | 54盗塁               |
| 最多安打                      | 高橋慶彦           | 広島               | 169安打            | L.リー               | ロッテ               | 175安打              |
| 最多出塁数(セ) 最高出塁率(パ) | 山本浩二           | 広島               | 240出塁            | 栗橋茂               | 近鉄                 | .412                 |
| 最優秀防御率                  | 松岡弘             | ヤクルト           | 2.35               | 木田勇               | 日本ハム             | 2.28                 |
| 最多勝利                      | 江川卓             | 巨人               | 16勝               | 木田勇               | 日本ハム             | 22勝                 |
| 最多奪三振                    | 江川卓             | 巨人               | 219奪三振          | 木田勇               | 日本ハム             | 225奪三振            |
| 最高勝率                      | 福士敬章           | 広島               | .714               | 木田勇               | 日本ハム             | .733                 |
| 最優秀救援投手                | 江夏豊             | 広島               | 30SP               | 金城基泰             | 南海                 | 19SP                 |

#### ベストナイン
|          | セントラル・リーグ | セントラル・リーグ | パシフィック・リーグ | パシフィック・リーグ |
| 守備位置 | 選手               | 球団               | 選手                 | 球団                 |
| -------- | ------------------ | ------------------ | -------------------- | -------------------- |
| 投手     | 江川卓             | 巨人               | 木田勇               | 日本ハム             |
| 捕手     | 大矢明彦           | ヤクルト           | 梨田昌崇             | 近鉄                 |
| 一塁手   | 谷沢健一           | 中日               | レオン               | ロッテ               |
| 二塁手   | 基満男             | 大洋               | 山崎裕之             | 西武                 |
| 三塁手   | 衣笠祥雄           | 広島               | 有藤道世             | ロッテ               |
| 遊撃手   | 高橋慶彦           | 広島               | 高代延博             | 日本ハム             |
| 外野手   | 山本浩二           | 広島               | L.リー               | ロッテ               |
| 外野手   | 若松勉             | ヤクルト           | 福本豊               | 阪急                 |
| 外野手   | 杉浦亨             | ヤクルト           | 栗橋茂               | 近鉄                 |
| 指名打者 |                    |                    | C.マニエル           | 近鉄                 |

#### ダイヤモンドグラブ賞
|          | セントラル・リーグ | セントラル・リーグ | パシフィック・リーグ | パシフィック・リーグ |
| 守備位置 | 選手               | 球団               | 選手                 | 球団                 |
| -------- | ------------------ | ------------------ | -------------------- | -------------------- |
| 投手     | 西本聖             | 巨人               | 木田勇               | 日本ハム             |
| 捕手     | 大矢明彦           | ヤクルト           | 梨田昌崇             | 近鉄                 |
| 一塁手   | 王貞治             | 巨人               | 小川亨               | 近鉄                 |
| 二塁手   | 基満男             | 大洋               | 山崎裕之             | 西武                 |
| 三塁手   | 衣笠祥雄           | 広島               | 羽田耕一             | 近鉄                 |
| 遊撃手   | 山下大輔           | 大洋               | 水上善雄             | ロッテ               |
| 外野手   | 山本浩二           | 広島               | 福本豊               | 阪急                 |
| 外野手   | J.ライトル         | 広島               | 平野光泰             | 近鉄                 |
| 外野手   | J.スコット         | ヤクルト           | 簑田浩二             | 阪急                 |

### 高校野球
- 第52回選抜高等学校野球大会優勝：高知商（高知県）
- 第62回全国高等学校野球選手権大会優勝：横浜（神奈川県）

### 大学野球
- 第29回全日本大学野球選手権大会優勝：明治大
- 第11回明治神宮野球大会優勝：日本体育大

- 東京六大学野球連盟優勝 春：明治大、秋：法政大
- 東都大学野球連盟優勝 春：駒澤大、秋：亜細亜大
- 関西大学野球連合優勝 春：近畿大、秋：大阪経済大

### 社会人野球
- 第51回都市対抗野球大会優勝：大昭和製紙
- 第7回社会人野球日本選手権大会優勝：日本鋼管福山

### メジャーリーグ
- ワールドシリーズ
  - フィラデルフィア・フィリーズ（ナ・リーグ） （4勝2敗） カンザスシティ・ロイヤルズ（ア・リーグ）

## できごと

### 1月
- 1月5日
  - 巨人は東京・大手町の巨人軍球団事務所で張本勲をロッテオリオンズへの金銭トレードしたと発表。張本は会見で「巨人は間違った方向に進んでいる」と発言[3][4]。
  - 日本ハムは南海を自由契約となった鶴崎茂樹の入団を発表[5]。
- 1月8日 - 広島東洋カープはエイドリアン・ギャレットを自由契約にしたと発表[6]。
- 1月10日
  - セ・リーグは、巨人のヘッドコーチの青田昇に『サンデー毎日』のインタビューでの舌鍋問題に対し謹慎3か月の処分を下す[7]。
  - 巨人の小俣進・田村勲・庄司智久とロッテの古賀正明・小川精一の交換トレードが成立したと巨人、ロッテ両球団が正式に発表[8]。
- 1月18日 - 巨人は、ヘッドコーチの青田昇が「サンデー毎日」誌上での舌禍問題の責任を取り辞任したと発表[9]。
- 1月25日 - 野球体育博物館に表彰、掲額される野球人を選出する競技者表彰委員会が開かれ、記者投票を開票した結果、大下弘と小鶴誠の殿堂入りが決定[10]。
- 1月30日
  - 日本ハムは前ロッテの成田文男の入団を発表[11]。
  - ヤクルトはサンディエゴ・パドレスのサム・パラーゾの入団を発表[12]。
- 1月31日 - 日本ハムは取締役会を開き、球団社長の三原脩が高齢を理由に辞任し、後任の球団社長に日本ハム東京支社長の丹羽芳道を選出。三原は今後、球団代表となる[13]。

### 2月
- 2月4日 - 野球体育博物館の特別表彰委員会が開かれ、千葉茂を特別表彰者として選出[14]。
- 2月9日 - 横浜大洋ホエールズは球団初となる日本国外でのキャンプ地となる米アリゾナ州メサ市に到着[15]。
- 2月13日 - プロ野球実行委員会が東京・芝の東京グランドホテルにて開かれ、来年1月より外国人選手の枠を現行の1球団2人から3人へ増やすことを正式に決定。一軍出場は従来通り2人まで[16]。
- 2月15日 - 阪神は米アリゾナ州メサキャンプの宿舎「ホリデーイン」にて、前ヤクルトのデーブ・ヒルトンの入団を発表[17]。
- 2月18日 - 巨人は前ニューヨーク・ヤンキースのロイ・ホワイトの入団が正式に決定。球団常務の佐伯文雄がアメリカに渡り、ホワイトの代理人と契約書に調印[18]。

### 3月
- 3月22日 - 日本高校野球連盟会長の佐伯達夫が16時20分、大阪大学付属病院にて肺炎のため死去。87歳[19]。
- 3月27日 - 第52回選抜高等学校野球大会が阪神甲子園球場で開幕。

### 4月
- 4月5日 - プロ野球がセ・パ同時に開幕[20]。
- 4月6日 - 第52回選抜高等学校野球大会の決勝戦が阪神甲子園球場で行われ、高知商が広陵を5-1で破り初優勝[21]。
- 4月8日 - 広島の山本浩二が広島市民球場での対大洋1回戦の一回裏に1号2点本塁打を放ち、プロ通算300本塁打を達成[22]。
- 4月9日 - 広島の衣笠祥雄が広島市民球場での対大洋2回戦の三回裏に安打を放ち、プロ通算1500安打を達成[23]。
- 4月12日 - 西武ライオンズの土井正博が西武球場での対近鉄2回戦の三回裏に二塁打を放ち、プロ通算300二塁打を達成[24]。
- 4月18日 - 西武の土井正博が西武球場での対ロッテ前期1回戦の一、三回裏に四球を選び、プロ通算1000四死球を達成[25]。
- 4月20日 - 日本ハムのトニー・ソレイタが大阪球場での対南海ダブルヘッダー第2試合の3回戦の第一、二、三、五打席目で本塁打を打ち、4打数連続本塁打を記録。「1試合4連続本塁打」は王貞治に次ぎ2人目[26]。
- 4月21日 - 元立教大学野球部監督の辻猛が脳血せんのため福岡市の病院にて1時30分死去[27]。
- 4月23日 - 大洋の松原誠が横浜スタジアムでの対阪神4回戦での一回裏に1号3点本塁打を放ち、プロ通算2000安打を達成[28]。
- 4月27日 - ヤクルトスワローズの松岡弘が神宮球場での対阪神2回戦の六回表から登板し、プロ通算500試合登板を達成[29]。
- 4月29日 - 西武の田淵幸一が仙台宮城球場で行われた対ロッテダブルヘッダー第二試合の5回戦の一回表に3号2点本塁打を放ち、プロ通算350本塁打を達成[30]。
- 4月30日 - 仙台宮城球場にてロッテ対西武の6回戦が行われ、ロッテの張本勲が1回裏に安打を放ちプロ通算5000塁打を達成[31]、西武の山崎裕之が3回表に5号本塁打、9回表に6号本塁打を放ちプロ通算200本塁打を達成[32]。

### 5月
- 5月3日
  - ロッテの村田兆治が川崎球場での対阪急5回戦で8四球、3死球の計11四死球を記録し、パ・リーグ新記録[33]。
  - 広島の渡辺秀武が広島球場での対ヤクルト4回戦の8回表に大杉勝男から三振を奪い、プロ通算1000奪三振を達成[34]。
- 5月15日 - 阪神は甲子園球場にて16時より記者会見を行い、監督のドン・ブレイザーが退団し後任の監督に中西太が就任したことを発表、またデーブ・ヒルトンの解雇を発表[35]。
- 5月27日 - 巨人の柴田勲が後楽園球場での対大洋9回戦の1回裏に二塁打を放ち、プロ通算300二塁打を達成[36]。
- 5月28日 - ロッテの張本勲が川崎球場での対阪急11回戦の6回裏に山口高志から6号2点本塁打を放ち、プロ野球史上初の通算3000安打[37][38]。

### 6月
- 6月1日
  - 西武の土井正博が西武球場での対阪急6回戦の5回裏に安打を放ち、プロ通算4000塁打を達成[39]。
  - 広島の衣笠祥雄が広島球場での対中日9回戦の1回裏に13号本塁打を放ち、プロ通算300本塁打を達成[40]。
- 6月2日 - 巨人の堀内恒夫が後楽園球場での対ヤクルト7回戦に先発して6回降雨コールドゲームで勝ち投手となり、プロ通算200勝を達成[41]。
- 6月6日
  - 近鉄が日生球場での対ロッテ前期7回戦の1回裏に得点し、1979年5月19日の対西武前期7回戦から通算144試合連続得点のプロ野球新記録を達成[42]。
  - 阪急の福本豊が後楽園球場での対日本ハム10回戦の6回表に安打を放ち、プロ通算1500安打を達成。史上38人目[43]。
- 6月8日 - 阪神の江本孟紀が甲子園球場での対広島7回戦の5回表に衣笠祥雄から三振を奪い、プロ通算1000奪三振を達成。史上59人目[44]。
- 6月11日 - 巨人のジョン・シピンが後楽園球場での対広島8回戦に出場し、プロ野球通算1000試合出場達成[45]。
- 6月12日
  - 巨人の王貞治が後楽園球場での対広島9回戦の一回裏に12号2点本塁打を打ち、プロ通算850本塁打を達成[46]。
  - 近鉄の羽田耕一が西武球場での対西武11回戦の5回表に9号本塁打を放ち、プロ通算100本塁打を達成。史上111人目[47]。
- 6月14日
  - 阪神の掛布雅之が広島市民球場での対広島8回戦の七回表に6号本塁打を打ち、プロ通算150本塁打を達成[48]。
  - 日本ハムの加藤俊夫が日生球場での対近鉄9回戦の9回表に2点本塁打を放ち、プロ通算100本塁打を達成。史上112人目[49]。
- 6月19日 - 阪急の松本幸行が大阪球場での対南海11回戦に先発して勝利投手となり、プロ通算100勝を達成[50]。
- 6月22日 - ロッテの村田兆治が川崎球場での対南海11回戦の五回表に久保寺雄二から三振を奪い、プロ通算1500奪三振を達成[51]。
- 6月23日 - 南海の杉田久雄と広島の岡義朗の交換トレードを両球団が発表[52]。
- 6月25日
  - プロ野球はこの日公式戦4試合が行われ、公式戦通算30002試合となる[53]。
  - 西武が新外国人選手としてシカゴ・カブスのスティーブ・オンティベロスの入団を正式発表。登録名は「スティーブ」。これに伴い、テーラー・ダンカンを任意引退にしたと発表[54]。
- 6月26日 - 日本ハムの冨田勝が西宮球場での対阪急12回戦の一回表に3号本塁打を打ちプロ通算100本塁打、七回表に安打を打ちプロ通算1000安打を達成[55]。
- 6月27日 - 川崎球場でのロッテ対日本ハム13回戦でロッテが日本ハムに3-1で勝ち、西京極球場での阪急対近鉄12回戦で近鉄が阪急に10-12で敗れたため、ロッテの前期優勝が決定[56]。
- 6月28日
  - 近鉄のチャーリー・マニエルが日生球場での対ロッテ10回戦の七回裏に21号2点本塁打を打ち、プロ野球通算150本塁打を達成[57]。
  - 中日は梅田邦三を日本ハムへ金銭トレードすると発表。

### 7月
- 7月1日 - 西武の土井正博が西武球場での対ロッテ前期13回戦の四回裏に13号本塁打を放ち、プロ通算450本塁打を達成[58]。
- 7月4日
  - パ・リーグの後期が開幕[59]。
  - 日本ハムのトニー・ソレイタが川崎球場での対ロッテ後期1回戦でパ・リーグ新記録となる5打席連続三振[60]。
- 7月5日
  - 南海対阪急の後期2回戦が大阪球場で行われ、南海の山内新一が先発し200試合連続先発を記録[61]。七回裏南海の攻撃で二死二塁の場面で片平晋作が打席に立ちカウント2-2からの5球目を球審の寺本勇はストライクと判定し片平は見逃しの三振となるが、片平と監督の広瀬叔功がこの判定に怒って寺本に抗議、寺本は広瀬を暴力行為を働いたとして退場処分とする。八回表片平が守備についた際、片平も寺本に対し暴行を働いていたと他の審判が指摘し、審判団が協議の末、片平も退場処分。今度はコーチの新山隆史がこの宣告に怒り寺本を殴りつけたため退場を宣告。プロ野球史上初めて一度に3名の退場者が出る[62]。
- 7月7日 - 西武球場での西武対近鉄の後期4回戦の六回裏西武の攻撃中に、近鉄の監督の西本幸雄が球場で打ちあげられた花火の煙でボールが見えないと抗議し、試合が5分中断[63]。中断後、一死一、二塁でジム・タイロンの打席でカウント2-1となった時、西本が再び濃霧でボールが見えないので試合ができないと抗議、試合が29分中断[64]。
- 7月10日
  - 阪急の福本豊が後楽園球場での対日本ハム後期2回戦の七回表に一塁走者として簑田浩二の適時打で生還し、プロ通算1000得点を達成[65]。
  - ヤクルトの松岡弘が神宮球場での対阪神11回戦に先発して5勝目を挙げ、プロ通算150勝を達成[66]。
- 7月17日 - 近鉄の平野光泰が西宮球場での対阪急後期3回戦でサイクル安打を達成。史上32人目（33度目）[67]。
- 7月19日 - オールスターゲーム第1戦（西宮）で阪神の岡田彰布が、日本ハムの間柴茂有からオールスター史上初の新人初打席初本塁打[68]。
- 7月29日
  - 大阪球場での南海対日本ハム後期4回戦で南海の伊藤勲が2回裏に3号本塁打を放ち、プロ通算150本塁打を達成。史上57人目[69]。日本ハムの大宮龍男がこの試合でサイクル安打を達成。史上33人目（34度目）[70]。
  - 阪急が阪急電鉄本社で臨時株主総会と取締役会を開き、森薫オーナーの辞任を承認、新オーナーに阪急電鉄社長の柴谷貞雄の就任を発表[71]。

### 8月
- 8月1日 - 西武の野村克也が西武球場での対南海後期4回戦に先発出場し、日本プロ野球史上初の通算3000試合出場[72][73]。同年の現役引退時の記録は3017試合。
- 8月4日 - 広島の衣笠祥雄が後楽園球場での対巨人14回戦に先発出場し、飯田徳治の1246試合連続出場を更新する1247試合連続出場のプロ野球新記録[74]。
- 8月5日 - PL学園硬式野球部の新監督にコーチの中村順司が就任。
- 8月7日
  - 巨人の柴田勲が神宮球場での対ヤクルト17回戦の4回表に酒井圭一から安打を放ち、プロ通算2000安打、プロ通算3000塁打を達成[75][76]。
  - 日生球場での近鉄対西武後期7回戦で、西武は7回表に山崎裕之が2、田淵幸一、立花義家、ジム・タイロンが本塁打を放ち、1イニング5本塁打のプロ野球タイ記録[77]。
- 8月8日
  - 日本ハムの木田勇が後楽園球場での対西武後期2回戦で、プロ野球史上初の2試合連続の毎回奪三振となる12奪三振を記録[78]。
  - 阪神甲子園球場で第62回全国高等学校野球選手権大会が開幕。
- 8月10日
  - 日生球場での近鉄対阪急後期5回戦で、阪急は一回表に福本豊、簑田浩二、加藤英司、二回表に中沢伸二、三回表にボビー・マルカーノ、五回表に島谷金二、六回表に加藤英司、七回表に河村健一郎、九回表に八木茂が本塁打を放ち、1試合9本塁打のプロ野球タイ記録[79]。島谷の本塁打は球団創設以来3500本塁打となる[80]。
  - ロッテの有藤道世が川崎球場での対南海後期5回戦の二回表に安打を放ち、プロ通算1500安打を達成[81]。
- 8月12日 - 西武の田淵幸一が西武球場での対ロッテ後期11回戦の三回裏に29号本塁打を放ち、西武はこれで日本プロ野球新記録の24試合連続本塁打[82]。
- 8月13日 - 南海の藤原満が大阪球場での対近鉄後期3回戦の六回裏に安打を放ち、プロ通算1000安打を達成[83]。
- 8月16日 - 後楽園球場での巨人対阪神17回戦で、巨人の江川卓、阪神の小林繁が先発登板して両者の投げ合いが実現、試合は5対3で巨人が勝利。江川は176球を投じて完投して10勝目、小林は5回3失点で降板し、敗戦投手となる[84]。
- 8月19日 - 阪神の岡田彰布が広島市民球場での対広島15回戦の二回表に13号本塁打を放ち、これがセ・リーグ通算2万本塁打となる[85]。
- 8月20日 - 中日は兼任コーチの高木守道の現役登録を抹消して一塁ベースコーチとする[86]。
- 8月22日 - 第62回全国高等学校野球選手権大会の決勝戦が阪神甲子園球場で行われ、エース愛甲猛を擁する神奈川県代表の横浜が東東京代表の早稲田実業を6-4で破り初優勝。※容姿端麗な荒木大輔（早実）が注目を集め、その悲劇性と相まって空前の「大ちゃんフィーバー」を巻き起こした[87]。
- 8月30日
  - 中日の大島康徳がナゴヤ球場での対阪神19回戦の九回裏に12号2点本塁打を放ち、プロ通算150本塁打を達成[88]。
  - 阪急のボビー・マルカーノが西宮球場での対近鉄後期7回戦の四回裏に22号本塁打を放ち、通算150本塁打を達成[89]。

### 9月
- 9月2日 - 日本ハムの木田勇が日生球場での対近鉄後期9回戦で毎回奪三振16を記録、日本プロ野球初のシーズン3度目の毎回奪三振[90]。
- 9月5日
  - 日本ハムのトニー・ソレイタが西武球場での対西武後期7回戦で35号、36号3ラン、37号と3打数連続本塁打。4日の対近鉄後期11回戦の九回32号とあわせ、プロ野球タイの4打数連続本塁打を記録[91]。
  - ロッテの張本勲が西宮球場での対阪急後期8回戦の五回表にレオン・リーの二塁打で生還し、プロ通算1500得点を達成。巨人・王貞治、西武・野村克也に次いで史上3人目[92]。
- 9月6日 - 広島の衣笠祥雄が広島球場での対阪神18回戦の1回裏に阪神の江本孟紀に三振を喫し、プロ通算1000三振を記録[93]。
- 9月7日 - 広島の山本浩二が広島球場での対阪神19回戦の2回裏に安打を放ち、プロ通算1500安打を達成[94]。
- 9月11日 - 広島の山本浩二がナゴヤ球場での対中日23回戦に出場し、プロ通算1500試合出場を達成。史上64人目[95]。
- 9月13日 - 阪急の福本豊が日生球場での対近鉄後期9回戦の1回表に三盗を成功させ、プロ通算800盗塁を達成[96]。
- 9月23日 - 中日の木俣達彦がナゴヤ球場での対巨人23回戦で12号、13号本塁打を放ち通算269本塁打を記録し、江藤真一の持つ268本塁打の球団最多本塁打の記録を更新[97]。
- 9月28日 - ロッテの張本勲が川崎球場での対近鉄ダブルヘッダーの第1試合の後期10回戦の1回裏に11号本塁打を放ち、日本プロ野球史上3人目の通算500本塁打を達成[98]。
- 9月30日
  - 近鉄が西京極球場での対阪急後期12回戦で0-5で敗れ、1979年5月19日の対西武前期7回戦から続いていたチーム連続得点試合記録が「215試合」で途切れた[99]。
  - ロッテの弘田澄男が川崎球場での対日本ハム後期13回戦に出場し、プロ通算1000試合出場を達成。史上220人目[100]。

### 10月
- 10月2日 - 南海の金城基泰が大阪球場での対阪急後期12回戦で9回表二死一、二塁の場面でリリーフ登板し、初球を投げる前に一塁走者の福本豊を牽制球でタッチアウトしてゲームセットとなり「0球セーブ」を記録[101]。
- 10月3日 - 西武の東尾修が後楽園球場での対日本ハム後期13回戦に先発して完投で16勝目を挙げ、プロ通算150勝を達成[102]。
- 10月4日
  - 近鉄の佐々木恭介が日生球場での対南海後期11回戦の九回裏に18号サヨナラ本塁打を打ち、プロ通算100本塁打を達成[103]。
  - ロッテの弘田澄男が川崎球場での対西武後期11回戦の3回裏に安打を放ち、プロ通算1000安打を達成。史上119人目[104]。
- 10月5日
  - 巨人の王貞治が広島球場での対広島22回戦の7回表に安打を放ちシーズン100本目の安打となり、21年連続100安打を達成。張本勲の持つ20年連続100安打のプロ野球記録を更新[105]。
  - 近鉄の栗橋茂が日生球場での対南海後期12回戦の7回裏に27号本塁打を放ち、プロ通算100本塁打を達成。史上116人目[106]。
- 10月7日 - 日本ハム対近鉄の後期13回戦が後楽園球場にて行われ、日本ハムはこの試合が後期最終戦で、勝てば後期優勝が決定したが、近鉄が日本ハムを6-5と下し、パ・リーグ後期優勝の決定は持ち越しとなる[107]。
- 10月10日 - 西武の山下律夫が西宮球場での対阪急後期13回戦に先発して勝利投手となり、プロ通算100勝を達成[108]。
- 10月11日
  - 南海は13時より大阪市南区の南海電鉄本社四階会議室にて記者会見し、球団OBで前阪神監督のドン・ブレイザーが監督に就任すると正式に発表[109]。
  - 近鉄対西武の後期13回戦が藤井寺球場にで行われ、近鉄が西武に10-4で勝利し、後期優勝を達成[110]。
- 10月17日 - 阪神対広島の26回戦が甲子園球場で14時より行われ広島が阪神を6-3と下し、2位のヤクルトが神宮球場での対中日20回戦で1-4と敗れたため、広島のリーグ優勝が決定[111]。
- 10月18日 - パ・リーグプレーオフ第3戦が大阪球場で行われ、近鉄がロッテに13-4で勝利し、3勝0敗でパ・リーグ優勝[112]。
- 10月21日 - 巨人は東京・大手町の読売新聞社会議室にて17時より記者会見し、監督の長嶋茂雄が辞任し、野球評論家の藤田元司が新監督に就任したと発表[113][114]。
- 10月23日 - 大洋はフェリックス・ミヤーンの自由契約を決定。また一軍守備・走塁コーチの森下整鎮が球団に辞表を提出し、受理された[115]。
- 10月24日 - 中日は球団OBで野球評論家の近藤貞雄が新監督に就任したと発表[116]。
- 10月27日 - 巨人はジョン・シピンを自由契約とした[117]。

### 11月
- 11月2日 - 日本シリーズ第7戦が広島市民球場で行われ広島が近鉄に8-3で勝利し、4勝3敗で2年連続日本シリーズ優勝を達成[118]。
- 11月4日
  - 1980年度のプロ野球セ・パ両リーグの最優秀選手、最優秀新人、ベストナインを決定するプロ野球担当記者による投票の開票が10時より東京・銀座のパ・リーグ事務所にて行われ、最優秀選手にセは広島の山本浩二、パは日本ハムの木田勇、最優秀新人にセは阪神の岡田彰布、パは木田を選出[119]。
  - 正力松太郎賞の選考が12時から東京・九段下のホテルグランドパレスにて行われ、広島の監督の古葉竹識を選出[120]。
  - 巨人の王貞治が17時より港区の東京グランドホテルにて記者会見し、今季限りでの現役引退と助監督就任を発表[121]。
- 11月5日
  - 中日の髙木守道が球団事務所で球団代表の鈴木恕夫に現役引退を申し入れる[122]。
  - 中日は名古屋市中区の球団事務所にて黒江透修が打撃コーチに就任したと発表[123]。
- 11月6日 - 沢村栄治賞の選考が12時から東京・数寄屋橋のニュートーキョーにて東京運動記者クラブによる選考委員会によって行われ、「該当者なし」と決定[124]。
- 11月8日
  - セ・リーグ東西対抗戦がナゴヤ球場で行われ、中日の髙木守道が現役引退発表。
  - 藤井寺球場にて前期日程の未消化試合の阪急対近鉄13回戦が行われ、パ・リーグは全日程を終了[125]。
- 11月10日 - 広島と日本ハムは江夏豊と高橋直樹のトレードを発表[126]。
- 11月12日 - 第51回都市対抗野球大会の決勝戦が後楽園球場で行われ、富士市の大昭和製紙が札幌市の札幌トヨペットを8-3で下し三度目の優勝[127]。
- 11月15日 - 西武の野村克也が池袋の球団事務所にて記者会見を行い、現役引退を表明[128]。
- 11月17日 - 巨人の高田繁が東京・大手町の読売新聞本社にある球団事務所を訪れ、オーナーの正力亨と球団代表の長谷川実雄に対し現役引退を申し出て了承される[129]。
- 11月23日 - 王貞治が巨人軍ファン感謝デーでの引退セレモニーで、山口百恵引退コンサートの演出に倣い、バットとミットをそれぞれ左打席と一塁ベースに置くパフォーマンスを見せた[130]。
- 11月26日 - 1980年度プロ野球新人選択会議が11時から東京・九段下のホテルグランドパレスにて行われ、東海大学の原辰徳は巨人、社会人野球・プリンスホテルの石毛宏典は西武、横浜高校の愛甲猛はロッテが交渉権を獲得[131]。

### 12月
- 12月1日 - 大洋の松原誠と巨人の古賀正明のトレードが成立[132]。
- 12月5日 - 大洋と阪急は宮本四郎と宇野輝幸のトレードが成立したと発表[133]。
- 12月7日 - 広島はアメリカ・マイナーリーグのホリヨーク・ミラーズでプレイしていた小川邦和と正式契約[134]。
- 12月10日 - 西武は林義一が二軍バッテリーコーチに就任したと発表[135]。
- 12月22日 - 西武は広島から小林誠二を金銭トレードで獲得したと発表[136]。
- 12月23日 - 阪急の笠間雄二と阪神の片岡新之介の交換トレードを両球団が発表[137]。

## 誕生

### 1月
- 1月1日 - 鄭載勳
- 1月4日 - 細川亨
- 1月6日 - 萱島大介
- 1月9日 - 西山道隆
- 1月10日 - 仁部智
- 1月15日 - マット・ホリデイ
- 1月16日 - アルバート・プホルス
- 1月20日 - ルイス・マルティネス
- 1月22日 - 石川雅規

### 2月
- 2月5日 - 長崎伸一
- 2月6日 - 喜多隆志
- 2月21日 - 板倉康弘

### 3月
- 3月4日 - 蛇澤敦
- 3月5日 - 陳坤
- 3月8日 - 大須賀允
- 3月11日 - リッチ・ヒル
- 3月20日 - 田上秀則
- 3月27日 - 前田新悟
- 3月31日 - 王建民

### 4月
以下の選手は松坂世代を参照
- 4月6日 - フアン・フェリシアーノ
- 4月8日 - フレデリク・セペダ
- 4月10日 - 福井強
- 4月11日 - マーク・テシェイラ
- 4月13日 - ホセロ・ディアス
- 4月16日 - 木村昇吾
- 4月18日 - 石堂克利
- 4月21日 - 竹原直隆
- 4月23日 - 平石洋介
- 4月25日 - 多田野数人
- 4月26日 - マイク・ウッド
- 4月28日 - 橋本健太郎
- 4月28日 - 大西宏明

### 5月
- 5月1日 - 牧谷宇佐美
- 5月6日 - 鞘師智也
- 5月6日 - 張誌家
- 5月6日 - 長田秀一郎
- 5月7日 - 寺田祐也
- 5月8日 - 吉本亮 (内野手)
- 5月8日 - 星野八千穂
- 5月9日 - 新垣渚
- 5月10日 - クレイグ・ブラゼル
- 5月11日 - 大野隆治
- 5月15日 - 小池正晃
- 5月15日 - ジョシュ・ベケット
- 5月17日 - 木佐貫洋
- 5月21日 - 藤崎紘範
- 5月22日 - 湊川誠隆
- 5月23日 - 久保裕也
- 5月23日 - 高橋一正
- 5月29日 - 白嗟承

### 6月
- 6月3日 - 金川直樹
- 6月5日 - 後藤武敏
- 6月6日 - 張洪波
- 6月6日 - マット・ベライル
- 6月9日 - 長栄陽一郎
- 6月10日 - 中島俊哉
- 6月15日 - 李晋暎
- 6月17日 - 川井進
- 6月19日 - 酒井大輔
- 6月22日 - 金森久朋

### 7月
- 7月1日 - ネルソン・クルーズ
- 7月11日 - 侯鳳連
- 7月13日 - ジョン・コロンカ
- 7月14日 - 小山良男
- 7月15日 - 奉重根
- 7月19日 - 高橋敏郎
- 7月20日 - 堤内健
- 7月20日 - 丹野祐樹
- 7月21日 - 藤川球児
- 7月21日 - CC・サバシア
- 7月23日 - 吉見太一
- 7月25日 - サンティアゴ・カシーヤ
- 7月25日 - 寺本四郎
- 7月27日 - 加藤大輔
- 7月27日 - フェリックス・ディアス
- 7月27日 - 張建銘

### 8月
- 8月1日 - 小椋真介
- 8月6日 - 久保康友
- 8月8日 - クレイグ・ブレスロウ
- 8月8日 - ディエゴマー・マークウェル
- 8月9日 - 権五俊
- 8月12日 - 紺田敏正
- 8月12日 - 矢野修平
- 8月16日 - ライアン・ハニガン
- 8月16日 - ベン・コズロースキー
- 8月19日 - 飯田宏行
- 8月19日 - 青柳勧
- 8月21日 - 東出輝裕
- 8月21日 - 小林正人
- 8月21日 -  工藤和樹
- 8月23日 - 栗田雄介

### 9月
- 9月1日 - 赤田将吾
- 9月3日 - 江草仁貴
- 9月4日 - パット・ネシェック
- 9月4日 - 廖于誠
- 9月13日 - 松坂大輔
- 9月20日 - 入野久彦
- 9月21日 - 矢野謙次
- 9月21日 - 瑞季

### 10月
- 10月7日 - 植大輔
- 10月8日 - 安原政俊
- 10月8日 - 川添將大
- 10月10日 - 小谷野栄一
- 10月11日 - 梵英心
- 10月11日 - 光原逸裕
- 10月15日 - 渡辺直人
- 10月15日 - 木谷寿巳
- 10月19日 - ホセ・バティスタ
- 10月19日 - ラージャイ・デービス
- 10月21日 - 稲嶺誉
- 10月25日 - 富樫和大
- 10月25日 - 佐藤二朗
- 10月29日 - 伊代野貴照
- 10月30日 - 杉内俊哉
- 10月31日 - 山﨑浩司

### 11月
- 11月1日 - 河野友軌
- 11月4日 - 水田圭介
- 11月8日 - ビクトル・マルテ
- 11月8日 - 上本達之
- 11月10日 - 古木克明
- 11月10日 - トニ・ブランコ
- 11月18日 - C.J.ウィルソン
- 11月19日 - 小山桂司
- 11月22日 - ジョニー・ゴームズ
- 11月23日 - ジョナサン・パペルボン
- 11月25日 - ニック・スウィッシャー
- 11月25日 - エスターリン・フランコ
- 11月26日 - 小野寺力
- 11月30日 - シェーン・ビクトリーノ

### 12月
- 12月2日 - 三橋直樹
- 12月11日 - ジョー・ブラントン
- 12月14日 - 永川勝浩
- 12月18日 - 松元ユウイチ
- 12月23日 - 小森孝憲
- 12月23日 - 松本幸大
- 12月25日 - 杉山直久
- 12月28日 - 村田修一

## 死去
- 3月22日 - 佐伯達夫（* 1892年）
- 8月2日 - 石戸四六（* 1941年）
- 9月3日 - 藤田宗一 (外野手)（* 1914年）
- 9月17日 - 内村祐之（* 1897年）
- 10月27日 - 小川正太郎（* 1910年）
- 12月3日 - 板沢峰生（* 1961年）
- 12月24日 - エルストン・ハワード（ニューヨーク・ヤンキースの元捕手・コーチ、*1929年）